# Villacomparada de Rueda
Villacomparada de Rueda es una localidad española del municipio de Villarcayo de Merindad de Castilla la Vieja, perteneciente a la provincia de Burgos, en la comunidad autónoma de Castilla y León.

## Historia
Hacia mediados del siglo XIX, el lugar, por entonces perteneciente al municipio de Merindad de Castilla la Vieja, tenía contabilizada una población de sesenta habitantes. Aparece descrito en el decimosexto y último volumen del Diccionario geográfico-estadístico-histórico de España y sus posesiones de Ultramar de Pascual Madoz con las siguientes palabras: 

VILLACOMPARADA DE RUEDA: l. en la prov., aud. ter., c. g. y dióc. de Burgos (15 leg.), part. jud. de Villarcayo (1/4), ayunt. de la merindad de Castilla la Vieja (1/2). sit. al pie y falda de una cuesta que le domina por el E.; reinan con frecuencia los vientos del N.: su clima es frio pero sano, y se sufren pulmonias y constipados. Tiene 19 casas, y una igl. parr. (San Martin) servida por un cura párroco. El térm. confina N. Bocos; E. Quintanilla los Adrianos; S. Sta. Cruz y Villarcayo, y O. la Abadia y Villacanes. El terreno es de mediana calidad; le fertiliza el r. Nela, sobre el cual hay varios pontones de madera. Los caminos son locales. El correo se recibe de la cab. del part. prod.: cereales, legumbres y patatas, cria ganado cabrio y vacuno; caza menor, y pesca comun del r. pobl.: 16 vec., 60 alm. cap. prod.: 234,900 rs. imp.: 19,933.
(Madoz, 1850, p. 111)

En la actualidad, pertenece al municipio de Villarcayo de Merindad de Castilla la Vieja. En 2024, la entidad singular de población tenía empadronados 40 habitantes y el núcleo de población, los mismos.